# Robin Tihi
Robin Amin Tihi (* 16. März 2002 in Danderyd) ist ein schwedisch-finnischer Fußballspieler marokkanischer Abstammung. Der Innenverteidiger steht beim katarischen Erstligisten al-Ahly SC unter Vertrag und ist finnischer Nationalspieler.

## Karriere

### Verein
Robin Tihi wurde im ostschwedischen Danderyd als Sohn einer Finnin und eines Marokkaners geboren. Er wuchs im Stockholmer Umland auf, wo er eine finnischsprachige Schule besuchte. Als Fünfjähriger trat er in die Nachwuchsabteilung des Vasalunds IF ein und neun Jahre später wechselte er in die Jugend des AIK Solna. Dort unterzeichnete der Innenverteidiger im März 2020 seinen ersten professionellen Vertrag und im Sommer desselben Jahres wurde mit 18 Jahren in die erste Mannschaft befördert. Am 14. Juni 2020 (1. Spieltag) debütierte er beim 2:0-Auswärtssieg gegen den Örebro SK in der höchsten schwedischen Spielklasse und nach einem Corner von Sebastian Larsson brachte er seine Mannschaft zwischenzeitlich in Führung. In den nächsten Ligapartien startete er regelmäßig, rutschte aber Ende August 2020 aus der Startformation hinaus. In diese kehrte er bis zum Ende der Saison 2020 auch nicht mehr zurück und sein erstes Jahr im Erwachsenenbereich beendete er mit 13 Ligaeinsätzen, in denen ihm ein Treffer gelang. Im März 2021 wechselte er bis zum Saisonende auf Leihbasis in die Superettan zum AFC Eskilstuna. Nach seiner Rückkehr wurde Tihi für die Dauer der Saison 2022 an den Erstliga-Aufsteiger IFK Värnamo verliehen.
Im August 2023 wechselte Tihi zum al-Ahly SC in die Qatar Stars League.

### Nationalmannschaft
Aufgrund seiner Dreifachstaatsbürgerschaft kann Tihi für die schwedische, finnische und marokkanische Nationalmannschaft auflaufen. Im April 2018 absolvierte Tihi drei Länderspiele für Schwedens U16-Nationalmannschaft. Zwei Jahre später wechselte er zum finnischen Fußballverband und läuft seit September 2020 für dessen U21-Auswahl auf.
Im Januar 2023 debütierte er bei einem Freundschaftsspiel gegen Estland in der finnischen A-Nationalmannschaft.